# Bernardo Valli
Pour les articles homonymes, voir Valli (homonymie).
Bernardo Valli né le 15 octobre 1930 à Parme est un journaliste et écrivain italien.

## Biographie
Envoyé spécial, expert de politique internationale, il commence sa carrière professionnelle en 1956 en écrivant pour Il Giorno de Milan. Il y restera jusqu'en 1971 et s'y occupera des grandes crises mondiales comme la Guerre du Viêt Nam.
En 1971, il rejoint le Corriere della Sera comme envoyé spécial au Viêt Nam, en Inde, en Chine et au Cambodge.
En 1975, il rentre en Europe comme correspondant depuis Paris.
Il devient ensuite rédacteur en chef du siège français de La Repubblica.
En 1998, il obtient le Prix Saint-Vincent du journalisme. Il est chevalier de la Légion d'Honneur

## Source
- (it) Cet article est partiellement ou en totalité issu de l’article de Wikipédia en italien intitulé « Bernardo Valli » (voir la liste des auteurs) dans sa version du 12 mai 2011